# El-Mansoura Sporting Club
El-Mansoura Sporting Club es un equipo de fútbol de Egipto que juega en la Segunda División de Egipto, la segunda liga de fútbol más importante del país.

## Historia
Fue fundado en el año 1932 en la ciudad de El Mansura de la capital El Cairo con el nombre El-Nady El-Malaky (Club Real), cambiando de nombre en algunas ocasiones, las cuales fueron:
- 1932/49 - El-Nady El Malaky
- 1949/71 - El-Baladia (Municipal)
- 1971/hoy - El Mansoura SC.

En 1955/56 el club participó por primera vez en la Primera División de Egipto desde su primera participación en competiciones nacionales en 1948, descendiedo dos temporadas más tarde, aunque quedaron de últimos la temporada anterior, pero salvaron la categoría por el aumento del número de equipos en la máxima categoría.
La era dorada del club comenzó en la temporada 1973/74, en la cual jugaron 8 temporadas consecutivas en la Primera División de Egipto hasta que descendieron en la temporada 1981/82, ubicándose en el tercer lugar en tres de esas temporadas, terminando por descender debido al retiro de jugadores importantes.
Retornaron a la máxima categoría en la temporada 1984/85, incluso ubicándose en la segunda posición en la temporada 1989/90 y quinto en 1991/92 debido a que no se jugó la temporada 1990/91 por la participación de Egipto en el mundial de Italia 1990.
En las temporadas 1995/96 y 1996/97, Mansoura graduó a varios jugadores jóvenes que más adelante formarían parte de los representativos nacionales, disputaron la final de la Copa de Egipto en 1996 ante el gigante nacional Al Ahly, perdiendo 1-3, pero aun así clasificaron a su primer torneo internacional, la Recopa Africana 1997, así como en la Liga de Campeones Árabe que se celebró en Dubái, así como destacando en otras secciones como boxeo, baloncesto y tenis de mesa, donde obtuvieron medallas en competiciones internacionales.
Su primera temporada en competiciones de la CAF fue para recordar, dejando en el camino a dos equipos que ya sabían lo que era competir en esa clase de torneos como el Al-Merreikh Omdurmán de Sudán y el Julius Berger de Nigeria hasta que fueron derrotados en las semifinales por el Étoile du Sahel de Túnez.
Continuaron en la máxima categoría hasta la temporada 2004/05, temporada en la que descendieron y han disputado un total de 28 temporadas en la máxima categoría, con un total de 715 partidos disputados.

## Palmarés
- Copa de Egipto: 0
  - Finalista: 1

1995/96

## Participación en competiciones de la CAF
| Temporada | Torneo          | Ronda            | Club                 | Casa | Visita | Global |
| --------- | --------------- | ---------------- | -------------------- | ---- | ------ | ------ |
| 1997      | Recopa Africana | 1                | Al-Merreikh Omdurmán | 2-0  | 0-1    | 2-1    |
| 1997      | Recopa Africana | 2                | Julius Berger        | 0-0  | 2-0    | 2-0    |
| 1997      | Recopa Africana | Cuartos de final | Jomo Cosmos          | 3-0  | 2-2    | 5-2    |
| 1997      | Recopa Africana | Semifinales      | Étoile du Sahel      | 4-2  | 0-3    | 4-5    |

## Jugadores

### Jugadores destacados
- Amr Zaki
- Abdelzaher El-Saqua